# Пятеро на тропе
«Пятеро на тропе» (тадж. Панҷ нафар дар роҳ) — советский широкоэкранный художественный фильм, снятый режиссёром Мукадасом Махмудовым на киностудии «Таджикфильм» в 1973 году.
Премьера фильма состоялась 2 августа 1974 года. Прокат — 4,5 млн зрителей.

## Сюжет
Малика Ганиева прибывает в горный заповедник в качестве нового старшего егеря. Она сталкивается с недовольством местных егерей, так как она пытается изменить порядок в заповеднике и пресечь его незаконное использование. Особенно против неё выступает старый работник Мурад, который начинает пить из-за недовольства изменениями Малики. В результате лесного пожара погибает возлюбленный Малики егерь Гафар. В этой тяжелой ситуации Малика находит поддержку в сыне погибшего егеря Музаффаре.

## В ролях
- Савринисо Сабзалиева — Малика Ганиева (дублировала Галина Чигинская)
- Гульсара Абдуллаева — Гульбахор (дублировала Светлана Мазовецкая)
- Райхан Айткожанова — Ляйлим
- Дильбар Умарова
- Бимболат (Бибо) Ватаев — Гафар (дублировал Павел Кашлаков)
- Артык Джаллыев — Мурад Сулейманов (дублировал Игорь Ефимов)
- Махмуд Тахири — Тахир (дублировал Гелий Сысоев)
- Леонид Карнеев — Мороз (дублировал Олег Хроменков)
- Хуршед Ганиев — Музаффар (дублировал Вадик Симонов)
- Хабибулло Абдуразаков — Хамраев (дублировал Владимир Костин)
- А. Джураев — Амирджан (дублировал Николай Крюков)

## Съёмочная группа
- Сценаристы: Т. Богданова, Кутби Киром
- Режиссёр: Мукадас Махмудов
- Оператор: Всеволод Симаков
- Художник: Владимир Мушников
- Композитор: Юрий Лядов
- Звукорежиссёр: Е. Евсеев
- Монтажёр: Александра Камагорова
- Редактор: Л. Киямова
- Директор картины: В. Новиков
- Государственный оркестр кинематографии:
  - Дирижёр: Владимир Васильев

Фильм был дублирован на киностудии «Ленфильм»
- Режиссёр дубляжа: Григорий Цорин
- Звукорежиссёр: Григорий Эльберт